# Carsten Schäfer
Carsten Schäfer (* 10. Mai 1964 in Hamburg) ist ein deutscher Rechtswissenschaftler und Professor an der Universität Mannheim.

## Leben
Schäfer studierte Rechtswissenschaft an den Universitäten Hamburg und Heidelberg. Nach der Ersten Juristischen Staatsprüfung 1990 und der Zweiten Juristischen Staatsprüfung 1993 wurde er wissenschaftlicher Assistent an der Universität Heidelberg. Hier wurde er 1997 mit der Untersuchung „Der stimmrechtslose GmbH-Geschäftsanteil“ zum Dr. iur. promoviert. Anschließend arbeitete er an einer von Peter Ulmer betreuten Habilitationsschrift „Die Lehre vom fehlerhaften Verband“, mit der er sich im Oktober 2001 habilitierte. 
Nach einer Lehrstuhlvertretung an der Universität Mannheim wurde er zum 1. Oktober 2002 zum Professor an dieser Universität ernannt. Dort hat er den Lehrstuhl für Bürgerliches Recht, Handels- und Gesellschaftsrecht inne.

## Schriften (Auswahl)
Abhandlungen und Lehrbücher
- Der stimmrechtslose GmbH-Geschäftsanteil. Otto Schmidt, Köln 1997, ISBN 3-504-64643-8 (Dissertation, Universität Heidelberg, 1997).
- Die Lehre vom fehlerhaften Verband. Mohr Siebeck, Tübingen 2002, ISBN 3-16-147714-6 (Habilitationsschrift, Universität Heidelberg, 2001/2002).
- mit Lothar Haas, Dieter Medicus, Walter Rolland, Holger Wendtland: Das neue Schuldrecht. Beck, München 2002, ISBN 3-406-48386-0.
- mit Ulrich Noack, Matthias Casper: Gesellschaftsrecht case by case. Verlag Recht und Wirtschaft, Frankfurt am Main 2006, ISBN 978-3-8252-2847-7.
- Gesellschaftsrecht. Beck, München 2010, ISBN 978-3-406-60073-9; 3., neu bearbeitete Auflage 2013, ISBN 978-3-406-64654-6.

Kommentare
- hrsg. mit Claus-Wilhelm Canaris, Mathias Habersack: Handelsgesetzbuch: Großkommentar. 5. neu bearbeitete Auflage. De Gruyter, Berlin/New York 2008 ff.
- mit Peter Ulmer: Gesellschaft bürgerlichen Rechts und Partnerschaftsgesellschaft: Systematischer Kommentar. 5. Auflage. Beck, München 2009, ISBN 978-3-406-58951-5.
- hrsg. mit Reinhard Bork: GmbHG: Kommentar zum GmbH-Gesetz. RWS, Köln 2010; 2. Auflage 2012.
- mit Mathias Habersack: Das Recht der OHG: Kommentierung der §§ 105 bis 160 HGB. De Gruyter, Berlin 2010